# 머지 (버전 관리)

버전 관리를 받는 프로젝트의 역사 그래프 예시. 머지(merge)가 빨간 화살표로 되어 있다.

머지(merge)는 버전 관리에서 버전 관리를 받는 파일들에 주어지는 여러 변경사항을 조화시키는 중요한 작업이다. 파일이 2개의 독립적인 브랜치에서 수정된 뒤 최종적으로 병합될 때 필수적이다. 결과물은 두 변경사항을 모두 담고있는 파일들의 하나의 모임이다.
일부의 경우 변경사항을 재구성하기 위한 역사 정보가 충분하고 변경사항에 충돌이 없을 경우 머지는 자동으로 수행된다. 그 밖의 경우 결과 파일들이 포함해야 하는 것을 정확하게 결정해야 한다. 수많은 버전 관리 소프트웨어 도구들은 머지 기능을 포함하고 있다.

## 같이 보기
- Diff
- 브랜치 (버전 관리)